# Sandrone
Sandrone (Sandróun in modenese) è la maschera tradizionale della città di Modena.

## Descrizione
Sandrone rappresenta il contadino del passato, rozzo, ma furbo e scaltro. È portavoce del popolo più umile e maltrattato, e sempre in cerca di stratagemmi per sbarcare il lunario. Nel 1840 "prende moglie", compare cioè anche la figura della moglie Pulonia e ben presto la famiglia si completa con il figlio Sgorghìgolo; si è formata la famiglia Pavironica. Il mondo che rappresenta il Sandrone attraverso i suoi discorsi è l'ambiente contadino di un tempo. Sandrone, infatti, è un agricoltore, coadiuvato dal figlio nel lavoro dei campi, e dalla moglie cui sono affidati i lavori domestici.
È una tipica famiglia rurale della Val Padana. Una famiglia che affonda le radici nella civiltà contadina, intrisa di schiettezza, genuinità, bonomia e gusto della battuta umoristica, detta senza eufemismi e mai scurrile. Civiltà innestata in quel patrimonio culturale tramandato attraverso i millenni di padre in figlio, arricchito via via nel tempo di nuovi apporti dettati dall'esperienza di vita, nel funzionamento semplice, seppure tribolato, della loro attività, della loro economia, dei loro rapporti umani.
Una cultura sostanziata dai valori più elementari dell'esistenza, ma anche dalle passioni più sane: il senso dell'onore, l'attaccamento alla famiglia, la paura dei debiti, il sentimento dell'amicizia, la solidarietà; e ancora il coraggio e la paziente sottomissione ai piccoli soprusi e alle ingiustizie, la miseria sopportata con dignitoso silenzio. Tutto ciò era cultura, norma di vita; non erano soltanto i comportamenti quotidiani, coi loro princìpi morali, un semplice dettato della tradizione, ma veri e propri valori dell'intelletto. Un intelletto alimentato da proverbi e massime intramontabili che suggerivano il miglior modo d’agire in ogni situazione. Qualcuna di queste massime era un misto di fede e superstizione, qualche altra contraddittoria, ma la maggior parte satura di così fresche intuizioni poetiche da condensare il pensiero in una scienza esistenziale che testimoniava la capacità di ragionare e, se si vuole, di filosofare.

## Storia
Queste maschere furono inizialmente solo dei burattini. Dalla fine dell'Ottocento essi vennero impersonate da attori (tutti maschi, anche la Pulonia). Vestono alla foggia dei popolani del '700: giacca di velluto a coste marrone, pantaloni al ginocchio della stessa stoffa, calze a righe trasversali bianche e rosse, gilet a fiori e robusti scarponi da contadino. Sandrone porta una parrucca con capelli piuttosto lunghi, coperti in parte da una specie di cuffia da notte di lana bianca che termina con un fiocco. Suo figlio ha una parrucca rossiccia, un berretto marrone con visiera e al collo porta, almeno nei tempi moderni, la sciarpa gialloblù in omaggio alla squadra di calcio cittadina. La Pulonia indossa una cuffia bianca, un vestito lungo fino alla caviglia disegnato a fiori vivaci. Porta un grembiule bianco, ai piedi scarpette di vernice nera con vistose fibbie, e in testa, una parrucca bianca a boccoli.
Se la tradizione è certa, la sua origine è avvolta nel mistero, infatti fin poco tempo fa si riteneva che Sandrone fosse uno dei personaggi creati da un casotto di burattini, e non dalla Commedia dell'Arte, com'era successo invece per le maschere più famose di carnevale. Invece una scoperta recente ha cambiato le carte in tavola. Tuttavia, gli storici oggi concordano sul fatto che quel personaggio sia il risultato di un'opera del Cinquecento di Giulio Cesare Croce, intitolata "Sandrone Astuto", e non è un caso infatti questo autore era solito creare commedie nelle quali gli umili e i deboli, avevano la rivincita contro i forti e ricchi.
Quello fu però solo l'inizio, perché questa tradizione è il frutto di cambiamenti avvenuti nei secoli. Infatti, fino al 1840 Sandrone era un personaggio della commedia e viveva da solo, poi in quell'anno appare la moglie, Pulonia, e ben presto i due hanno un figlio, cioè Sgorghìgolo, precisamente nel 1846, quando il perfezionatore del burattino di Sandrone, Giulio Preti, intagliò anche questa terza figura più giovane. Bisogna sapere che inizialmente Sandrone faceva solo dei proclami in cui elencava gli eventi dell'anno, ma dalla fine dell'800 la figura viene rivoluzionata e da proclamatore diventa "sproloquiatore", e cioè inizia la fase della satira politica e di costume.
Perché si chiama Pavironica? Se da un lato il creatore del nome di Sandrone sarebbe Giulio Cesare Croce e l'ideatore del trio famigliare sarebbe il burattinaio Giulio Preti, l'origine del cognome sarebbe da legare ad un altro evento risalente al '700. All'epoca a Modena governavano gli Estensi, che chiamavano a corte ogni carnevale un contadino rozzo per beffeggiarlo. Accadde che un anno venne chiamato un certo Alessandro Pavironi, il quale con arguzia e genialità seppe rispondere alle domande della corte tanto da mettere in imbarazzo gli stessi commensali. Non ci volle molto perché divenisse famoso, e forse il nome Sandrone potrebbe essere legato anch'esso a questa storia, dato che il protagonista si chiama Alessandro.
A questa storia manca un ultimo tassello, ovvero il mitico luogo da cui arriverebbe la famiglia Pavironica, ovvero il leggendario "Bosco di Sotto". A lungo si è cercato questo luogo, che evidentemente non è una località geografica, ma più un luogo legato al mito e alla tradizione. Tre sono le teorie: si potrebbe trattare del Bosco di Rainusso che si trovava fuori dalla Villa della Pentetorri voluta dal duca Francesco I nel 1650 come residenza di villeggiatura. Oppure si potrebbe trattare del Bosco della Partecipanza, cioè tra Nonantola e S. Giovanni in Persiceto. Altri lo identificano con il bosco di San Felice. In tutti i casi si tratta di una località lontana dal rumore della città e questo basta ai modenesi per stimare Sandrone e il suo discorso se ha un sapore di "antica saggezza".
Le tre maschere, da oltre un secolo, allietano i modenesi e sono il simbolo del Carnevale Modenese; secondo la tradizione (tenuta in vita dalla Società del Sandrone), ogni anno il giovedì grasso Sandrone e famiglia arrivano alla stazione di Modena dal paesino immaginario Bosco di Sotto. Da lì sfilano in una parata che ha come punto di arrivo Piazza Grande, dove i modenesi si affollano per assistere al tradizionale sproloquio, il discorso che i tre pronunciano dal balcone del Palazzo Comunale, rigorosamente in dialetto modenese, ricco di commenti arguti sulla vita cittadina e bonarie critiche all'amministrazione locale.
Fonti diverse fanno risalire la nascita di Sandrone a un personaggio settecentesco realmente esistito nato a Cadelbosco di Sotto nel Comune di Cadelbosco di Sopra in provincia di Reggio Emilia, quando la provincia reggiana era sotto il dominio estense del Duca di Modena (di qui l'appropriazione geografica modenese) e ne rivendicano quindi le origini reggiane, adducendo il motivo che come accade per tutte le figure di rilievo nell'arte, nella cultura e nei costumi aventi avuto i natali in quel contesto negli anni del ducato, che vengono considerate oggi reggiane a tutti gli effetti, anche a questa maschera andrebbe riconosciuta la provenienza geografica reggiana e non modenese. Queste fonti sono anche testimoniate da alcuni anziani che ricordano spettacoli burattinai il cui nome Sandrone era molto diffuso nella provincia di Reggio Emilia. Sandrone da Bosco di Sotto (Bosc et Sot in reggiano) ovvero Cadelbosco di Sotto.
Nella tradizione la famiglia pavironica arriva a Modena per carnevale dalla città immaginaria di “Bosco di Sotto”.

## Sproloquio di Sandrone
Durante i festeggiamenti del giovedì grasso, attori che interpretano la famiglia Pavironica sfilano in corteo per la città di Modena e, giunti presso il comune, si affacciano dal balcone del Palazzo Comunale che guarda Piazza Grande pronunciando un discorso in dialetto.

## Nella letteratura
Sandrone e i suoi famigliari Pulonia e Sgorghigolo compaiono tra i personaggi del romanzo fantasy storico di Giuseppe Pederiali La Compagnia della Selva Bella, ambientato nel XIII secolo